# Pere Valls (músic)
Pere Valls (?) fou obtentor del benefici de sant Miquel de la basílica de Santa Maria de Castelló d’Empúries fins al 22 d’abril de 1721.
El benefici de Sant Miquel, els orígens del qual daten del 1345, es trobava annexat a la plaça de flauta i oboè, o clarinet, de la capella de música de la basílica des d’abans del 1760:
«[en la] referida Parral Ygla de Castellon de Ampurias se halla funda/do el susodicho Beneficio por Juan Ribas del que como a Patrono està en posesion de presentarlo en sus va/cantes al Magco Ayumtamiento de Regidores de la misma / villa […]».